# Жижемський (герб)
Жижемські — шляхетський герб литовсько-руського походження.

## Опис герба
Опис з використанням принципів блазонування, запропонованих Альфредом Знамієровським:
У червоному полі золотий лев.

## Гербовий рід
Рід князів Жижемських, старшої лінії князів Смоленських, нащадків Гліба Святославича, одного з останніх смоленських князів.